# Phong trào hòa bình

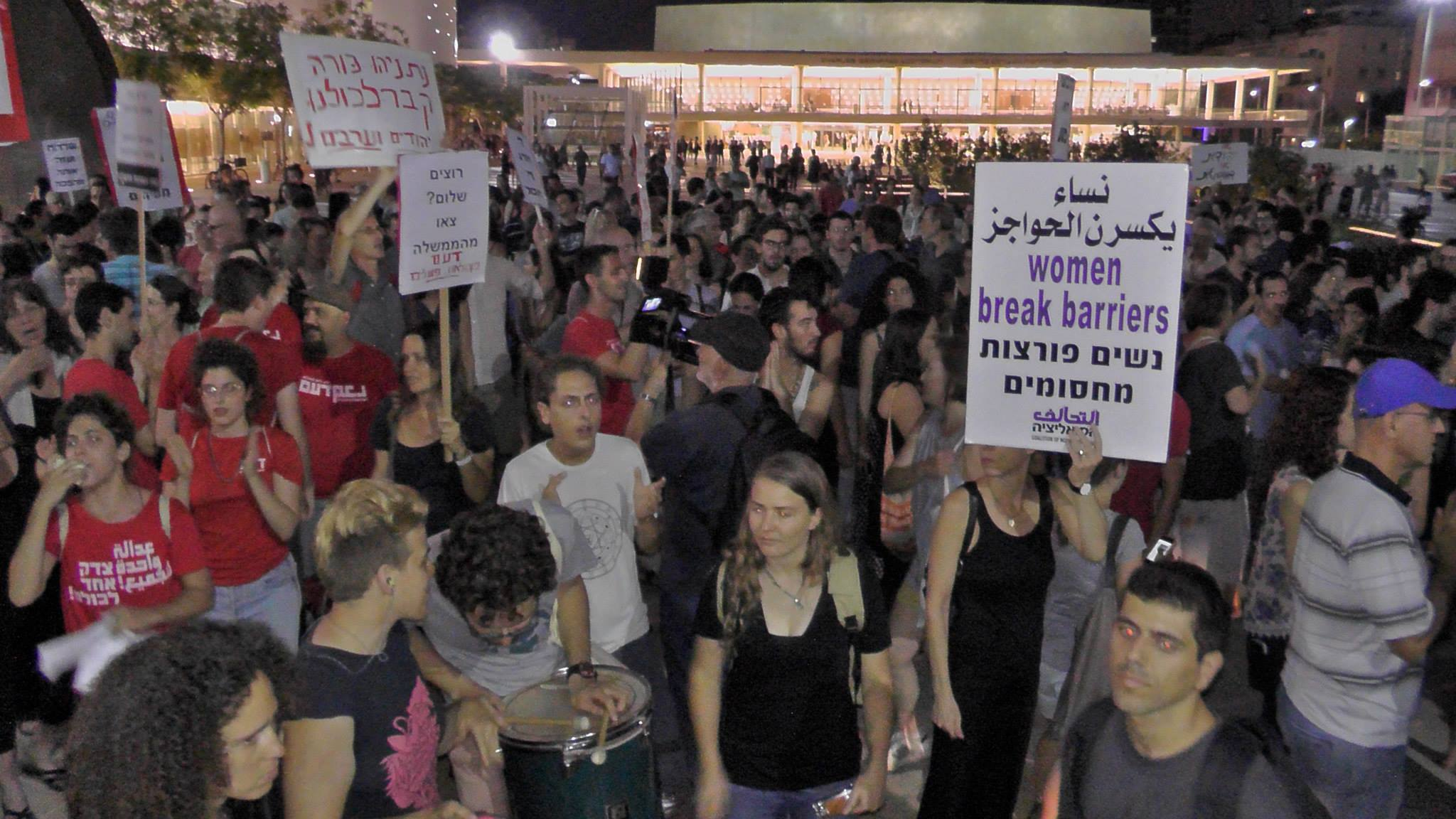
Biểu tình vì hòa bình ở Tel Aviv năm 2014

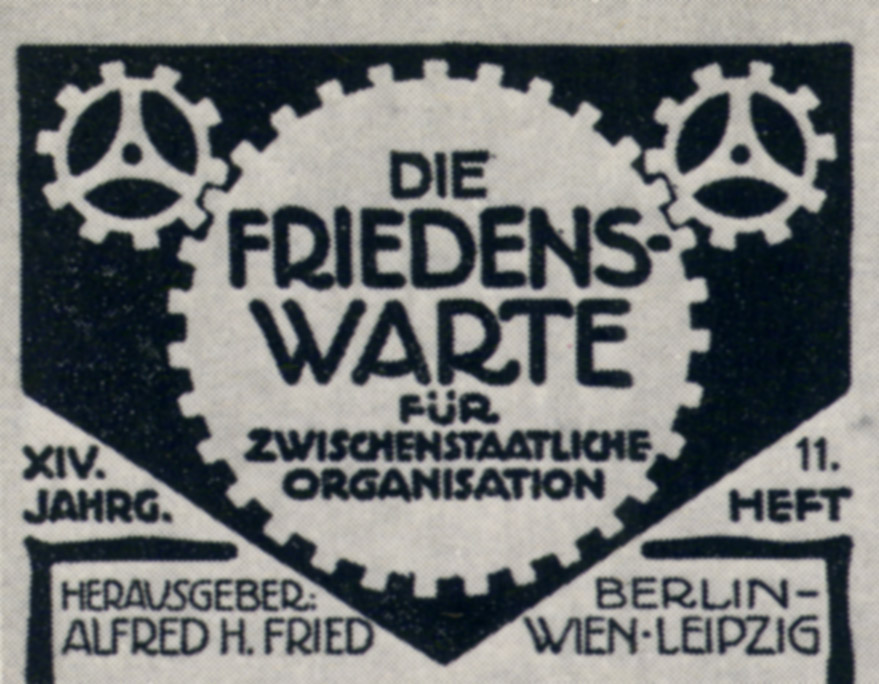
Bìa của Die Friedens-Warte, một tạp chí của phong trào hòa bình ở Đức, số 11, 1913

Phong trào hòa bình là một phong trào xã hội tìm cách đạt được những lý tưởng như kết thúc một cuộc chiến cụ thể (hoặc tất cả các cuộc chiến tranh), giảm thiểu bạo lực giữa người với người ở một địa điểm hoặc loại tình huống cụ thể và thường được liên kết với mục tiêu đạt được thế giới hòa bình. Các phương tiện để đạt được những mục đích này bao gồm vận động chủ nghĩa hòa bình, kháng chiến phi bạo lực, ngoại giao, tẩy chay, trại hòa bình, mua đạo đức, hỗ trợ các ứng cử viên chính trị chống chiến tranh, luật pháp để loại bỏ lợi nhuận từ các hợp đồng chính phủ cho tổ hợp công nghiệp quân sự, cấm súng, tạo ra các công cụ chính phủ và minh bạch, dân chủ trực tiếp, hỗ trợ những người tố giác vạch trần tội ác chiến tranh hoặc âm mưu tạo ra chiến tranh, biểu tình và các nhóm vận động chính trị quốc gia để tạo ra luật pháp. Hợp tác xã chính trị là một ví dụ về một tổ chức tìm cách hợp nhất tất cả các tổ chức phong trào hòa bình và các tổ chức xanh, có thể có một số mục tiêu đa dạng, nhưng tất cả đều có mục tiêu chung là hòa bình và bền vững nhân đạo. Một mối quan tâm của một số nhà hoạt động vì hòa bình là thách thức đạt được hòa bình khi những người phản đối nó thường sử dụng bạo lực làm phương tiện liên lạc và trao quyền.
Một số người đề cập đến việc liên kết lỏng lẻo toàn cầu của các nhà hoạt động và lợi ích chính trị là có một mục đích chia sẻ và điều này tạo thành một phong trào duy nhất, "phong trào hòa bình", một phong trào bao gồm cả "phong trào chống chiến tranh". Nhìn theo cách này, hai phong trào trên thường không thể phân biệt và tạo thành một sự kết hợp lỏng lẻo mang tính đáp ứng giữa các nhóm với động cơ khác nhau như chủ nghĩa nhân văn, bảo vệ môi trường, chủ nghĩa thuần chay, chống phân biệt chủng tộc, nam nữ bình quyền, phân cấp quyền lực, hiếu khách, tư tưởng, thần học, và đức tin.

## Lý tưởng hòa bình
Có nhiều ý tưởng khác nhau về "hòa bình" là gì (hoặc nên là), dẫn đến một loạt các phong trào tìm kiếm những lý tưởng hòa bình đa dạng. Đặc biệt, các phong trào "phản chiến" thường có các mục tiêu ngắn hạn, trong khi các phong trào hòa bình ủng hộ một phong cách sống thoải mái và chính sách chủ động của chính phủ.
Người ta thường không rõ liệu một phong trào hay một cuộc biểu tình cụ thể là chống lại chiến tranh nói chung, như trong chủ nghĩa hòa bình, hay chống lại sự tham gia của chính phủ trong một cuộc chiến. Thật vậy, một số nhà quan sát cảm thấy rằng sự thiếu rõ ràng hoặc liên tục dài hạn này đã thể hiện một phần quan trọng trong chiến lược của những người tìm cách kết thúc một cuộc chiến, ví dụ như Chiến tranh Việt Nam.
Biểu tình phản đối Nga xâm lược Ukraina 2022 vào đầu năm là một ví dụ về một "phong trào" cụ thể hơn, ngắn hạn, liên kết lỏng lẻo chỉ tập trung vào một mục đích  -với tương đối phân tán tư tưởng ưu tiên, từ tuyệt đối chủ nghĩa hòa bình đến chống Nga. Tuy nhiên, một số người tham gia vào một số phong trào ngắn hạn như vậy và xây dựng mối quan hệ tin cậy với những người khác, cuối cùng có xu hướng tham gia các phong trào toàn cầu hoặc dài hạn hơn.
Ngược lại, một số yếu tố của phong trào hòa bình toàn cầu tìm cách đảm bảo an ninh y tế bằng cách chấm dứt chiến tranh và đảm bảo những gì họ coi là quyền cơ bản của con người bao gồm quyền của mọi người được tiếp cận với không khí, nước, thực phẩm, nơi ở và chăm sóc sức khỏe toàn dân. Một số nhà hoạt động tìm kiếm công bằng xã hội dưới hình thức bảo vệ bình đẳng theo luật pháp và cơ hội bình đẳng theo luật cho các nhóm trước đây đã bị tước quyền.
Phong trào Hòa bình được đặc trưng chủ yếu bởi niềm tin rằng con người không nên gây chiến với nhau hoặc tham gia vào các cuộc thanh trừng sắc tộc bạo lực về ngôn ngữ, chủng tộc hoặc tài nguyên thiên nhiên hoặc xung đột đạo đức đối với tôn giáo hoặc ý thức hệ. Những người phản đối dài hạn các công tác chuẩn bị chiến tranh được đặc trưng chủ yếu bởi niềm tin rằng sức mạnh quân sự không tương đương với công lý.
Phong trào Hòa bình có xu hướng chống lại sự phổ biến của các công nghệ nguy hiểm và vũ khí hủy diệt hàng loạt, đặc biệt là vũ khí hạt nhân và chiến tranh sinh học. Hơn nữa, nhiều người phản đối việc xuất khẩu vũ khí bao gồm súng máy cầm tay và lựu đạn của các quốc gia kinh tế hàng đầu đến các quốc gia kém phát triển hơn. Một số người, như SIPRI, đã bày tỏ mối quan tâm đặc biệt rằng trí tuệ nhân tạo, kỹ thuật phân tử, di truyền học và proteomics thậm chí còn có tiềm năng hủy diệt lớn hơn. Do đó, có sự giao thoa giữa các yếu tố phong trào hòa bình và Neo-Luddites hoặc chủ nghĩa nguyên thủy, nhưng cũng với các nhà phê bình công nghệ chính thống hơn như các đảng Xanh, Hòa bình xanh và phong trào sinh thái mà họ là một thành phần.
Đây là một trong một số phong trào dẫn đến sự hình thành các hiệp hội chính trị của đảng Xanh ở nhiều quốc gia dân chủ gần cuối thế kỷ 20. Phong trào hòa bình có ảnh hưởng rất mạnh mẽ trong các đảng xanh của một số quốc gia, như ở Đức, có lẽ phản ánh những trải nghiệm tiêu cực của quốc gia đó với chủ nghĩa quân phiệt trong thế kỷ 20.